# Vildöknens naturreservat
Vildöknens naturreservat är ett naturreservat i Östhammars kommun i Uppsala län.
Området är naturskyddat sedan 2012 och är 94 hektar stort. Reservatet sträcker sig västerut från sjön Vällen och består av lövrik blandskog och gammal barrskog.